# Насарад
Насарад, Назарет — річка в Україні, у Косівському районі Івано-Франківської області, ліва притока Кошелівки (басейн Дунаю).

## Опис
Довжина річки — 6 км. Формується з багатьох безіменних струмків.

## Розташування
Бере початок з лісових потоків на південному сході від гори Вивози у національному природному парку «Гуцульщина». Тече переважно на північний схід через Уторопи і впадає у річку Кошелівку, праву притоку Лючки.

## Притоки
Куява - права притока. Витікає з лісових джерел, на північно-східному схилі гірського хребта Кормитура, з-під гори Лебедин; протікає лісовим яром у північно-східному напрямку. Впадає до Назарату у селі Уторопи. Довжина - 4 кілометри. Над лівим берегом підноситься лісиста гора Клева (637 м), над правим — Кремениця (598 м.)